# Hesperochernes unicolor
Hesperochernes unicolor es una especie de arácnido  del orden Pseudoscorpionida de la familia Chernetidae.

## Distribución geográfica
Se encuentra en Austin y Texas (Estados Unidos).